# Linia 10 metra w Paryżu
Linia 10 paryskiego metra jest linią zbudowaną w Paryżu w 1923 roku. Ostatnio rozbudowywana w 1981 r. Jej długość wynosi 11,7 km. Łączy stacje Boulogne – Pont de Saint-Cloud i Gare d’Austerlitz. Jest obsługiwana przez składy typu MF 67.

## Lista stacji
| #                       | Nazwa                                         | Miejscowość/dzielnica                     | Otwarcie    | Możliwe przesiadki | Liczba pasażerów (2021) | Pozycja w całym systemie względem liczby pasażerów (2021) |
| ----------------------- | --------------------------------------------- | ----------------------------------------- | ----------- | ------------------ | ----------------------- | --------------------------------------------------------- |
| Odcinek wspólny         |                                               |                                           |             |                    |                         |                                                           |
| 1                       | Boulogne – Pont de Saint-Cloud Rhin et Danube | Boulogne-Billancourt                      | 1981        | –                  | 2 182 738               | 161                                                       |
| 2                       | Boulogne – Jean Jaurès                        | Boulogne-Billancourt                      | 1980        | –                  | 2 700 354               | 128                                                       |
| Tylko kierunek wschodni |                                               |                                           |             |                    |                         |                                                           |
| 3                       | Michel-Ange – Molitor                         | 16. dzielnica                             | 1913 (1937) |                    | 1 420 552               | 243                                                       |
| 4                       | Chardon-Lagache                               | 16. dzielnica                             | 1913 (1937) | –                  | 482 053                 | 297                                                       |
| 5                       | Mirabeau                                      | 16. dzielnica                             | 1913 (1937) | –                  | 1 001 302               | 285                                                       |
| Tylko kierunek zachodni |                                               |                                           |             |                    |                         |                                                           |
| 6                       | Porte d’Auteuil                               | 16. dzielnica                             | 1913 (1937) | –                  | 375 748                 | 300                                                       |
| 7                       | Michel-Ange – Auteuil                         | 16. dzielnica                             | 1913 (1937) |                    | 1 512 050               | 234                                                       |
| 8                       | Église d’Auteuil                              | 16. dzielnica                             | 1913 (1937) | –                  | 124 941                 | 305                                                       |
| Odcinek wspólny         |                                               |                                           |             |                    |                         |                                                           |
| 9                       | Javel – André Citroën                         | 15. dzielnica                             | 1913 (1937) |                    | 1 589 561               | 222                                                       |
| 10                      | Charles Michels                               | 15. dzielnica                             | 1913 (1937) | –                  | 3 079 569               | 102                                                       |
| 11                      | Avenue Émile-Zola                             | 15. dzielnica                             | 1913 (1937) | –                  | 1 041 233               | 281                                                       |
| 12                      | La Motte-Picquet – Grenelle                   | 15. dzielnica                             | 1913 (1937) |                    | 5 117 708               | 34                                                        |
| 13                      | Ségur UNESCO                                  | 7. dzielnica; 15. dzielnica               | 1937        | –                  | 1 100 151               | 278                                                       |
| 14                      | Duroc                                         | 6. dzielnica; 7. dzielnica; 15. dzielnica | 1937        |                    | 2 645 064               | 130                                                       |
| 15                      | Vaneau                                        | 6. dzielnica; 7. dzielnica                | 1924        | –                  | 725 826                 | 292                                                       |
| 16                      | Sèvres – Babylone                             | 6. dzielnica; 7. dzielnica                | 1923        |                    | 3 392 504               | 88                                                        |
| 17                      | Mabillon                                      | 6. dzielnica                              | 1925        | –                  | 1 195 051               | 263                                                       |
| 18                      | Odéon                                         | 6. dzielnica                              | 1926        |                    | 3 478 491               | 80                                                        |
| 19                      | Cluny – La Sorbonne                           | 5. dzielnica                              | 1930 (1988) |                    | 1 261 818               | 257                                                       |
| 20                      | Maubert – Mutualité                           | 5. dzielnica                              | 1930        | –                  | 1 280 387               | 254                                                       |
| 21                      | Cardinal Lemoine                              | 5. dzielnica                              | 1931        | –                  | 1 121 854               | 273                                                       |
| 22                      | Jussieu                                       | 5. dzielnica                              | 1931        |                    | 2 889 642               | 114                                                       |
| 23                      | Gare d’Austerlitz                             | 5. dzielnica; 13. dzielnica               | 1939        |                    | 6 318 543               | 17                                                        |